# Tetramorium matopoense
Tetramorium matopoense är en myrart som beskrevs av Arnold 1926. Tetramorium matopoense ingår i släktet Tetramorium och familjen myror. Inga underarter finns listade i Catalogue of Life.